# جوناثان برينستن
جوناثان برينستن (بالإنجليزية: Jonathan Bornstein)‏، من مواليد 7 نوفمبر 1984، لاعب كرة قدم أمريكي.
يلعب مع نادي تشيفاز الأمريكي.
بدأ باللعب مع منتخب الولايات المتحدة لكرة القدم في عام 2007.

## روابط خارجية
- جوناثان برينستن على موقع الاتحاد الدولي (مؤرشف)  (الإنجليزية)
- جوناثان برينستن على موقع الدوري الأمريكي (الإنجليزية)
- جوناثان برينستن على موقع قاعدة بيانات كرة القدم.إي يو (الإنجليزية)
- جوناثان برينستن على موقع ناشيونال فوتبول تيمز (الإنجليزية)
- جوناثان برينستن على موقع Soccerway.com (الإنجليزية)
- جوناثان برينستن على موقع عالم كرة القدم.نت (الإنجليزية)
- جوناثان برينستن على موقع كووورة
- جوناثان برينستن على موقع AS.com (الإسبانية)